# Tughlakowie
Dynastia Tughlaków (urdu: تغلق), dynastia władców indyjskich panująca w okresie 1320–1413.
Czasy panowania tej dynastii charakteryzowały się hinduizacją klasy panującej. Najwybitniejszym przedstawicielem dynastii był Muhammad Tughlak. W czasie swego panowania (1325-51) zreformował system monetarny, wprowadzając, wzorując się na Chinach wiarygodną monetę, której wartość zmieniała się z uwzględnieniem inflacji. Próbował wzmocnić wpływ państwa na rolnictwo dzięki podziałowi obszarów rolnych na równe działki przeznaczone do uprawiania zgodnie z zaleceniami urzędników państwowych. Za jego panowania został również opracowany pierwszy kataster. Przeniósł stolicę z Delhi do Daulatabadu w Dekanie. W drugiej połowie jego panowania nasiliły się tendencje separatystyczne których skutkiem było uniezależnienie się prowincji Maduraj (1339), Bengal (1339) i Dekan (1347).
Ostateczny upadek dynastii przypieczętowało splądrowanie Delhi przez Tamerlana w 1398 roku.

## Władcy dynastii Tughlaków
- Ghijas ad-Din Tughlak (1320-1325)
- Muhammad Tughlak (1325-1351)
- Firuz Szah Tughlak (1351-1388)
- Ghijas ad-Din Tughlak II (1388-1389)
- Abu Baker (1389-1390)
- Nasir ad-Din Muhammad (1390-1394)
- Mahmud Nasir ad-Din (Sułtan Mahmud) (1394-1413)
- Nusrat Szah at Firuzabad